# Nationale School voor Antropologie en Geschiedenis
De Nationale School voor Antropologie en Geschiedenis (Spaans: Escuela Nacional de Antropología e Historia, ENAH) is een universiteit in Mexico-Stad. De ENAH maakt deel uit van het Nationaal Instituut voor Antropologie en Geschiedenis (INAH).
De ENAH werd opgericht in 1938 als onderdeel van het Nationaal Polytechnisch Instituut (IPN) en is sinds 1946 een aparte universiteit. De ENAH was aanvankelijk gehuisvest in het Nationaal Paleis en later in Chapultepec maar bevindt zich tegenwoordig in Cuicuilco, waar de oudste piramide van het Amerikaanse coninent is gevonden.
Zoals de naam al doet vermoeden richt de ENAH zich vooral op antropologie en geschiedenis. De ENAH biedt studies in fysische antropologie, sociale antropologie, etnologie, linguïstiek, etnogeschiedenis en geschiedenis aan. De ENAH is sterk verbonden met de sociale en intellectuele bewegingen van de afgelopen decennia, voornamelijk in de ontwikkeling van het indigenisme.
Bekende alumni zijn Guillermo Bonfil Batalla, Pablo González Casanova, Rodolfo Stavenhagen, Federico Brito Figueroa, Ricardo Pozas Arciniega, Alberto Ruz Lhuillier, Arturo Warman, Carlos Navarrete Cáceres, Eduardo Matos Moctezuma, Leonardo López Luján en Lázaro Cárdenas Batel.